# Permacomputing
 (janvier 2025).
Le permacomputing est un courant de pensée académique et artistique pronant une certaine forme de minimalisme et de sobriété par rapport à l'utilisation et la conception de matériel, ressources et infrastructures informatiques, ainsi que leur réutilisation et recyclage. Le terme désigne un mot-valise, concaténant « perma » en référence à la pensée issue de la permaculture, et « computing » pour l'informatique. Le permacomputing se propose comme une alternative anticapitaliste, anarchiste et intersectionnelle à l'industrie informatique actuelle,,.
Des communautés articulées autour de ce concept ont vu le jour en France dans les années 2020, avec par exemple le FluidSpace à Marseille. 
Octobre Numérique, un festival autour du permacomputing, s’est tenu du 9 octobre au 10 novembre 2024 à la chapelle des Trinitaires d'Arles.